# Alison Bai
Alison Bai (født 18. januar 1990 i Canberra, Australien) er en kvindelig professionel tennisspiller fra Australien.
Alison Bai højeste rangering på WTA single rangliste var som nummer 397, hvilket hun opnåede 31. januar 2011. I double er den bedste placering nummer 244, hvilket blev opnået 25. oktober 2010. 